# Johan Gabriel Dahlstedt
Johan Gabriel Dahlstedt, född 24 maj 1820 i Ökna socken, Småland, död 1892, var en svensk organist och amatörorgelbyggare. Han utförde mindre reparationer på orglar i Linköpings stift.
Dahlstedt ägde omkring 1861 ett oljeslageri.

## Biografi
Dahlstedt föddes 24 maj 1820 på Övlandehult Skattegård i Ökna socken. Han var son till rusthållaren Jonas Håkansson och Maria Isaksdotter. 1825 flyttade familjen till Uvanäs Östergård i samma socken. Men familjen flyttade tillbaka redan 1829 då hans far blev nämndeman. 1842 gifte sig Dahlstedt med Anna Catharina Isacsdotter från Edshults socken. De flyttade samma år till Övlandehult Skattegård. Vid den tiden började även Dahlstedt att arbetade som vikarierande organist i Ökna församling. De fick tillsammans en dotter Maria Lovisa, men hustrun avled redan 1844 och Dahlstedt flyttade då tillbaka till sitt familjehem. Dahlstedt blev under denna tid ledamot av hushållningssällskap. 1847 gifte han sig med Anna Catharina Danieldotter från Alseda och flyttade till Övlandehult Backegård.
Familjen flyttade 1853 till Kvillö i Järeda. Familjen flyttade tillbaka 1855 till Ökna och de bosatte sig på Dahlstedts föräldrahem. 1862 flyttade familjen åter till Kvillö i Järeda.
Familjen flyttade 1865 till Stora Fagerhult Östergård i Hässleby landskommun. Där började Dahlstedt arbeta som orgelbyggare. Hela familjen flyttade 12 juni 1867 till Amerika.

### Familj
Dahlstedt gifte sig 28 juni 1842 i Edshults socken med Anna Catharina Isacsdotter (1822–1844). De får tillsammans dotter Maria Lovisa (född 1843).
Dahlstedt gifte sig andra gången 29 december 1847 i Alseda med Anna Catharina Danielsdotter (född 1824). De får tillsammans barnen Johan Alfrid (1848–1865), Jonas August (född 1850), Petronella Mathilda (1852–1852), Frans Oscar (född 1853) och Gustaf Adolf (född 1856) , Ida Johanna (född 1860), Hilda Carolina (född 1862), Karl Otto Emanuel (född 1865) och Augusta Josefina Wilhelmina (född 1867).

## Orglar
| År   | Ursprunglig kyrka | Stift      | Bild | Manualer | Pedal | Stämmor | Bevarad orgel/fasad | Övrigt                                       |
| ---- | ----------------- | ---------- | ---- | -------- | ----- | ------- | ------------------- | -------------------------------------------- |
| 1859 | Frödinge kyrka    | Linköpings |      |          |       | 12      | Nej/Ja              | En ny orgel byggdes 1954 av Olof Hammarberg. |